# 科特 (阿肯色州)
科特（英語：Cotter）是一個位於美國阿肯色州巴克斯特縣的城市。根據2020年美國人口普查，該地人口為886人，而該地的面積約為6.34平方千米。

## 地理
科特的座標為36°16′29″N 92°31′42″W / 36.27472°N 92.52833°W，而該地的平均海拔高度為193米（即633英尺）。